# Marcus Asinius Agrippa
Marcus Asinius Agrippa (PIR² A 1223[dode link]) (° 8 v.Chr. - † 27) was een zoon van Gaius Asinius Gallus en Vipsania Agrippina. Hij was consul in 25 en overleed al in 27. Hij dankte zijn cognomen aan zijn grootvader langs moederskant Marcus Vipsanius Agrippa. Zijn zoon Marcus Asinius Marcellus was consul in 54 en later een gerespecteerd senator gedurende de regering van Nero. Hij maakte in zijn korte carrière zijn familie niet te schande.

## Antieke bron
- Tac., Ann. IV 34.1, 61.

## Referentie
- W. Smith, art. Agrippa, M. Asinius, in W. Smith (ed.), A dictionary of Greek and Roman biography and mythology, I, Londen, 1870, p. 77.
- J.H. Oliver, The Descendants of Asinius Pollio, in AJPh 68 (1947), p. 147.